# Stazione di Ponte Nossa
La stazione di Ponte Nossa fu una stazione ferroviaria della linea della Valle Seriana a servizio dell'omonimo comune.

## Storia
La stazione fu aperta al servizio pubblico il 23 marzo 1885 assieme al tronco proveniente da Albino. Funzionò da scalo di testa fino al 6 luglio seguente, quando fu aperto l'ultimo ramo per Ponte Nossa.
Il 12 marzo 1911 fu aperta la diramazione per Clusone. Il servizio passeggeri fu dirottato sulla nuova linea, mentre la tratta fino a Ponte Selva rimase in servizio come raccordo merci per la ditta «Pozzi» fino al 1949.
Il servizio presso l'impianto terminò il 31 agosto 1967, insieme all'intera linea.
Negli anni 2000, il fabbricato viaggiatori fu abbattuto per costruire al suo posto un sottopasso.

## Strutture ed impianti
La stazione era dotata di un fabbricato viaggiatori e di uno scalo merci  sua volta dotato di un magazzino con piano caricatore, servito dal primo binario.
Il piazzale era composto da quattro binari: il secondo era quello di corsa della linea per Bergamo e Ponte Nossa, mentre il quarto era quello diretto a Clusone.
Nossa era inoltre raccordata agli stabilimenti Vielle Montagne e De Angeli-Frua, quest'ultimo dotato anche di piattaforma girevole.
Era presente anche una torre dell'acqua in virtù della sua posizione all'inizio della salita verso la stazione di Clusone.

## Movimento
La stazione fu servita dai treni omnibus e accelerati provenienti dalla stazione di Bergamo. Fino al 1911 questi erano diretti a Ponte Selva, ma con l'apertura della tratta fino a Clusone furono destinati a quest'ultima stazione.